# 武周
大周（690年10月16日－705年3月3日），是唐朝皇后兼中國史上唯一受正史承認的女皇帝武则天建立的朝代，亦為中國史上唯一由女性君主所建立的王朝，享國祚14年。為區别于历史上先秦的周朝而稱之為武周或南周。武周只有一任正式在位並擁有統治權的君主（其餘武周君主皆為追封），即武則天。神龍元年正月二十三日（705年2月21日），张柬之等人發動神龍革命，逼迫武則天禪讓予其子唐中宗，恢复唐朝舊制。同年十二月，武則天于東都上阳宫去世，終年82歲。武則天是中国历史上唯一的女皇帝，實際掌權23年。

## 歷史

### 武周代唐
武則天在唐嗣聖元年（684年）藉故废黜自己的第三子李顯，亦即唐中宗，改為廬陵王，發配房州。立第四子豫王李旦為帝，是為唐睿宗。唐載初元年（690年）武则天命僧人作《大雲真經》，表示其為彌勒佛化身下凡，應作天下主人。
天授元年九月初九日（690年10月16日），睿宗等六万多人上表请改国号，武则天见时机已到，改国号为大周，改元天授，定鼎洛邑，號稱「神都」。九月十二日（690年10月19日）废睿宗，称「圣神皇帝」，睿宗降为“皇嗣”，赐姓武氏。

### 武周之治

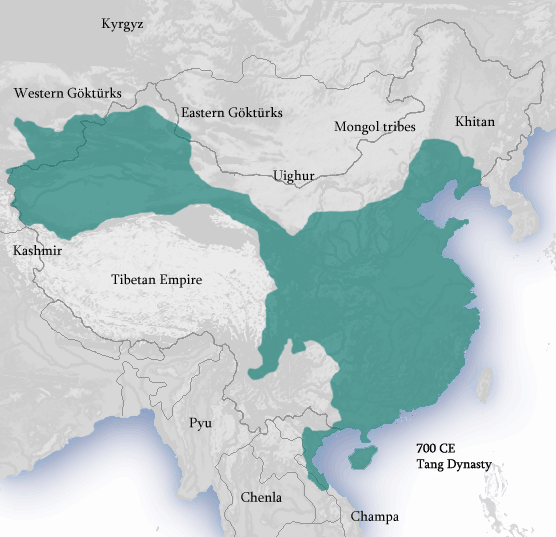
聖曆三年（700年）的武周疆域，当时東突厥汗國以後突厥汗國之名已经复国（此图没有表现出对雲貴高原的羁縻统治，并且将雲州、胜州、丰州画到境外）

武則天善於治國，為了打擊以關隴集團為主的公卿門閥，首創科舉考試的殿試制度，以便選用賢士。並知人善任，能重用狄仁傑、張柬之、桓彥範、敬暉、姚崇等。國家在其主政期間，政策穩當、兵略妥善、文化復興、百姓丰衣足食，安居乐业，為其孫唐玄宗的开元盛世打下极其重要的基礎，史稱武周之治。
武則天害怕被推翻，大興告密之風，重用酷吏周興、來俊臣等，加上朝臣不齒於她擁有男嬪妃（稱為面首），破壞了中國歷史千年來的一夫一妻多妾制度，對她大加撻伐，指其身為女人，卻陰險、殘忍、淫蕩、玩弄權術。
隨著武則天日漸衰老，侄子武承嗣、武三思一直謀求東宮寶座，不過，朝臣大多傾向由廬陵王李顯，亦即希望恢復李唐皇室。在武周一朝，宰相狄仁杰等并不认为唐朝已经灭亡，仍然称唐太宗、唐高宗为文皇帝、天皇大帝；皇嗣武輪之子李隆基仍然称“我家朝堂”；武家子弟多没有服众的才能，最有機會被立为储君的武承嗣也先于武则天去世。武則天採納了狄仁傑的諫言「只聽過兒子祭拜母親，豈有侄兒替姑母立廟之理」、“立了他，天皇大帝該怎么办”後，下旨接廬陵王回朝，重新立为太子。後突厥汗國仍然认李家为皇族，不认武家；武则天招兵抵御突厥时很少有人响应，但以太子名义就很快招募到五万人，令突厥不战自退。武則天晚年希望李顯改「武」姓，以繼帝位，延續武周命脈，但李顯的軟弱使她放心不下。

### 神龍革命
神龍元年（705年）正月，武則天病重，朝臣张柬之、敬晖、崔玄暐、袁恕己、桓彦范等人起兵，殺死則天面首張易之、張昌宗兄弟，逼迫武則天禪讓，李顯復辟，史稱「神龍革命」。隨著唐中宗復位，恢復大唐的國號；武周結束。唐神龍元年二月二月初四日（705年3月3日），復國號為唐，還都長安，恢復唐永淳元年（682年）以前的一切政制和文字等，仍尊號武則天為則天大聖皇帝。
唐神龍元年十一月二十六日（705年12月16日），武則天病逝于上阳宫仙居殿，享壽82歲。其遺制去帝號，改稱則天大聖皇后。

## 武周君主
| 肖像                            | 庙号                | 谥号                          | 名讳   | 在世时间           | 在位时间     | 年号         | 年号使用时间 | 陵寝 |
| ------------------------------- | ------------------- | ----------------------------- | ------ | ------------------ | ------------ | ------------ | ------------ | ---- |
|                                 | －                  | 齊聖皇帝 （武则天追谥）       | 姒啟   | ？                 | －           | －           | －           | －   |
|                                 | 始祖 （武则天追尊） | 文皇帝 （武则天追谥）         | 姬昌   | 前1152年－前1046年 | －           | －           | －           | 德陵 |
| －                              | 睿祖 （武则天追尊） | 康皇帝 （武则天追谥）         | 姬某   | ？                 | －           | －           | －           | 乔陵 |
| －                              | 嚴祖 （武则天追尊） | 成皇帝 （武则天追谥）         | 武克己 | ？                 | －           | －           | －           | 节陵 |
| －                              | 肅祖 （武则天追尊） | 章敬皇帝 （武则天追谥）       | 武居常 | ？                 | －           | －           | －           | 简陵 |
| －                              | 烈祖 （武则天追尊） | 渾元昭安皇帝 （武则天追谥）   | 武儉   | ？                 | －           | －           | －           | 靖陵 |
| －                              | 顯祖 （武则天追尊） | 立極文穆皇帝 （武则天追谥）   | 武華   | ？                 | －           | －           | －           | 永陵 |
| －                              | 太祖 （武则天追尊） | 無上孝明高皇帝 （武则天追谥） | 武士彠 | 559年－635年       | －           | －           | －           | 昊陵 |
|                                 | －                  | 則天大聖皇后                  | 武曌   | 624年－705年       | 690年－705年 | 天授         | 690年－692年 | 陵   |
| 如意                            | －                  | 則天大聖皇后                  | 武曌   | 624年－705年       | 690年－705年 | 692年        |              | 陵   |
| 天后 （中宗李显改谥）           | －                  | 长寿                          | 武曌   | 624年－705年       | 690年－705年 | 692年－694年 |              | 陵   |
| 天后 （中宗李显改谥）           | －                  | 延载                          | 武曌   | 624年－705年       | 690年－705年 | 694年        |              | 陵   |
| 大圣天后 （睿宗李旦加谥）       | －                  | 證聖                          | 武曌   | 624年－705年       | 690年－705年 | 695年        |              | 陵   |
| 大圣天后 （睿宗李旦加谥）       | －                  | 天冊萬歲                      | 武曌   | 624年－705年       | 690年－705年 | 695年        |              | 陵   |
| 天后圣帝 （睿宗李旦改谥）       | －                  | 萬歲登封                      | 武曌   | 624年－705年       | 690年－705年 | 695年－696年 |              | 陵   |
| 天后圣帝 （睿宗李旦改谥）       | －                  | 萬歲通天                      | 武曌   | 624年－705年       | 690年－705年 | 696年－697年 |              | 陵   |
| 圣后 （睿宗李旦改谥）           | －                  | 神功                          | 武曌   | 624年－705年       | 690年－705年 | 697年        |              | 陵   |
| 圣后 （睿宗李旦改谥）           | －                  | 聖曆                          | 武曌   | 624年－705年       | 690年－705年 | 698年－700年 |              | 陵   |
| 则天皇后 （玄宗李隆基改谥）     | －                  | 久視                          | 武曌   | 624年－705年       | 690年－705年 | 700年－701年 |              | 陵   |
| 则天皇后 （玄宗李隆基改谥）     | －                  | 大足                          | 武曌   | 624年－705年       | 690年－705年 | 701年        |              | 陵   |
| 则天顺圣皇后 （玄宗李隆基加谥） | －                  | 长安                          | 武曌   | 624年－705年       | 690年－705年 | 701年－705年 |              | 陵   |
| 则天顺圣皇后 （玄宗李隆基加谥） | －                  | 神龙                          | 武曌   | 624年－705年       | 690年－705年 | 705年        |              | 陵   |

## 評價
對於這段時期治績一直深富爭議。
否定武則天的人認為，武則天當政時期，唐朝的政治出現了全面的倒退，若非唐中宗復位，武則天幾乎篡奪大唐皇室，他們把唐朝前期歷史的發展比作是馬蹄形，說武則天統治時期處於「貞觀之治」與「開元盛世」之間的低谷。
肯定武則天的人則認為，武則天當政時期是唐王朝發展的重要階段，如陝西師範大學歷史系王雙懷。比较原始史料，可以认为，武则天当政时期所发生的种种政治斗争，并未祸及一般平民，始终是一场统治阶层内部的权力争斗，因而保证了唐王朝的生产和社会发展；亦有人認為，武周的發展能承接貞觀的強盛，為其後的开元盛世建立強大而又穩固的基礎，實在功不可沒。武周政權採用唐朝的一貫手法統治，實質只是短暫改朝換名，而她死前唐朝的國號得以恢復，對唐朝的及後發展利多於弊。